# 花燃ゆ
『花燃ゆ』（はなもゆ）は、2015年1月4日から12月13日まで放送されたNHK大河ドラマの第54作である。

## 企画・制作
2013年12月3日に制作発表が行われた。2014年8月5日、山口県萩市でのロケを以て撮影開始。2015年10月14日、NHKのスタジオでクランクアップを迎えた。
物語の主役は吉田松陰の末妹で、後に久坂玄瑞の妻となる杉文（後の楫取美和子）。主演の井上真央は大河ドラマ初出演で、兄である松陰と久坂玄瑞、高杉晋作、伊藤俊輔、桂小五郎、品川弥二郎など松下村塾の弟子たちの人間模様を織り交ぜながら、幕末から明治維新へ向けた激動の時代を描いていく構想である。また、ナレーター（語り）に声優の池田秀一を起用している。
脚本を担当するのは、フジテレビドラマ『1リットルの涙』などの代表作をもつ大島里美、NHK連続テレビ小説『ぴあの』などの脚本を担当した宮村優子で、本作のための書き下ろし作品である。また途中から新たに、フジテレビドラマ『ナースのお仕事』シリーズ（2000年から参加）などを担当した金子ありさが執筆に参加し、第36回からはNHK大河ドラマ『天地人』などの脚本を担当した小松江里子が残り全回分を書き継ぐという、大河としては極めて異例となる、4人以上の脚本家が各回を書き分けるチーム体制による脚本執筆となった。キャッチコピーは「幕末版男はつらいよ」「イケメン大河」「セクシー大河」「幕末男子の育て方」が挙げられている。また土屋勝裕チーフプロデューサーは学園ドラマ、ホームドラマであると言っている。

## 放送開始後の反響
初回放送の視聴率は16.7％で、『春日局』（1989年、14.3％）、『花神』（1977年、16.5％）に次ぐワースト3位の発進となった。その後も低調な視聴率が続き、4月12日放送の第15回では一桁台の9.8％を記録した。当時山口県出身の安倍晋三政権下であったことから政治的な作品ではないかとの批判を受けたほか、全編において文が何かとおにぎりを握るシーンが登場し、「おにぎり大河」と嘲笑された。
こうした状況を受け、主演の井上は第18回の試写会場において「いろんな原因があると思うんですけど、主演である以上、私の力不足であるとしか言えない。（中略）ともあれ、現場は進んで行くので、落ち込んだり、腐ったりしては迷惑をかけてしまう。やり切るしかないと思います」と抱負を語った。5月14日にはNHKの籾井勝人会長が視聴率について言及し、「私自身はちょっと低過ぎるな、という気がしている。立派な俳優をそろえているし、幕末という面白い時代を扱っている。ただ、若干、前半は話が散漫だったかな、という気がする」と感想を述べた。
最終的な平均視聴率は12.0%で、当時は『平清盛』（2012年）に並ぶ歴代ワーストタイとなった。
観光への影響についても、「不完全燃焼に終わった」「『花燃えず』と皮肉られたほど」との報道がある。

## あらすじ
江戸時代末期、長州藩士の家に生まれた文（ふみ、杉文）は、実兄の寅次郎（とらじろう、吉田松陰）が教鞭をとる松下村塾において門下生たちの世話をしていた。年頃になった文は寅次郎の門下生の一人である久坂玄瑞と結婚する。尊王攘夷に傾倒する寅次郎は、幕府による日米修好通商条約の締結に批判を深め、老中暗殺の謀略を自白して斬首に処される（安政の大獄）。
寅次郎の遺志を引き継いだ玄瑞は、攘夷の決行を求めて京都で策動し、文は萩で夫の留守を支える。萩に戻った玄瑞と文は、文の姉・寿（ひさ）と小田村伊之助（楫取素彦）の夫婦から次男・久米次郎（くめじろう）を養子に迎え、つかの間、親子団欒の時を過ごす。長州藩と幕府の対立は激化し、玄瑞は兵を率いて京都御所に向かうが、会津藩・薩摩藩の防御を破れずに敗退する（禁門の変）。さらに、朝廷に対する働きかけにも失敗し、責を負った玄瑞は自刃した。久坂家は断絶に処され、久米次郎は養子縁組を解消して実家・小田村家に戻された。
未亡人となった文は、長州藩の奥御殿に出仕し、名を美和（みわ）に改める。次期藩主・毛利元徳の正室である銀姫（毛利安子）に気に入られ、嫡子・興丸（おきまる、毛利元昭）の守役となった美和は、亡き夫・玄瑞が京都の芸妓・辰路との間に儲けた男子・秀次郎（ひでじろう）の存在を知り動揺する（NHKでは奥御殿での物語を「"大奥"編」と称した）。時代は大政奉還・戊辰戦争を経て明治となる。
版籍奉還および廃藩置県により長州藩は消滅し、旧藩主・毛利家は東京へ移り、美和が勤める奥御殿は閉じられた。実家に戻った美和は秀次郎を引き取り育てるが、切っても切れぬ母子の絆を知り、秀次郎を再興した久坂家の跡継ぎとして援助することを約束して、辰路の元に返す。その頃、美和の姉・寿の夫で長州藩の重役を務めていた楫取素彦（かとり もとひこ、小田村伊之助）は政治から身を引いて一農民として過ごしていた。荒れ地の開墾と水路の開削に奔走した素彦は、改めて政治への情熱を取り戻す。
かつての同志・木戸孝允（桂小五郎）の求めに応じて群馬県令となることを承諾した素彦は、体調の優れぬ妻の寿、義妹の美和とともに群馬に赴いた。美和は寿を助けて家事を引き受け、素彦は富岡製糸場を中心に蚕糸の一大生産地となった群馬の産業育成に努めた。寿は病状が悪化したため東京で療養していたが、素彦に看取られて亡くなる。寿は生前、素彦に宛てて、自らの死後には妹の美和を妻にするよう求める手紙をしたためていた。群馬に戻った素彦は前にも増して職務に励み、美和は女子教育の普及を目指して奔走する。寿の遺志を知り、素彦と思いの通じ合った美和は、素彦との再婚を決意する。美和は、さらなる飛躍を求めて群馬県令の職を辞した素彦に従い、東京に向けて群馬を発った。

## 登場人物

### 長州藩

#### 杉家とその家族
杉文（すぎ ふみ）
（杉文 → 久坂文 → 久坂美和 → 楫取美和）
演：井上真央（少女期：山田萌々香）
本作の主人公。長州藩士・杉家の四女で素彦の妻。亡き玄瑞の妻。奥御殿に入ってからは美和（みわ）と名乗る。
維新後、病に臥せた姉・寿の懇願により群馬に居を移し、姉の死後、楫取素彦と再婚する。
吉田寅次郎（よしだ とらじろう）
演：伊勢谷友介（少年期：板垣李光人）
文の次兄。松陰（しょういん）と号する。長州藩山鹿流兵学指南。過激な尊王攘夷の思想で身分を越えて塾生らを導くが、安政の大獄で捕えられ、志半ばで刑死する。
杉百合之助（すぎ ゆりのすけ）
演：長塚京三
文の父。長州藩士。本を読むのが好きで、畑作業のかたわら寅次郎ら子供らに読み聞かせ育てた。
玉木文之進（たまき ぶんのしん）
演：奥田瑛二
文の叔父。長州藩士。松下村塾を興し、甥の寅次郎らに学問を仕込んだ。維新後、元塾生の前原らがおこした萩の乱の責任を取るため自害する。
第1回で、幼少期の文を平手打ちして外へ放り出す過激なシーンがあった。演じた奥田曰く本番では、文の幼少期を演じた子役の山田にフェイクでやる予定であったものの演出スタッフが悩み、山田の母親とマネージャーと話し合った末、撮影では山田本人に直接平手打ちを行う形になったという。インタビューで奥田はこれまで山田が平手打ちされた経験無かったことで自分が山田に直接平手打ちする人生で最初の人間になることに断腸の思いがあったものの1発で撮影成功し、山田にはその後笑顔で接したと明かしている。
杉滝（すぎ たき）
演：檀ふみ
文の母。家族を明るく大らかに包みこむ存在。
杉民治（すぎ みんじ）
（杉梅太郎 → 杉民治）
演：原田泰造（少年期：石津侑輝）
文の長兄。維新後は民治（みんじ）と改名。文之進の亡き後、松下村塾を再興し子供の教育に従事する。
楫取寿（かとり ひさ）
（杉寿 → 小田村寿 → 楫取寿）
演：優香（幼年期：森やよい / 少女期：香音）
素彦の妻。文の次姉。結婚当初、上司に椋梨の妻を持つ故、夫との関係は良好ではなかったが、長州征伐や明治維新を経て改善する。
維新後、病に冒され、一度は夫、妹と共に群馬に移り住むが病が悪化し、やむなく療養のために移住した東京で家族に看取られ息を引き取る。
死の間際、次男である久米次郎に夫への遺言を託しており、妹・美和との再婚を決意させるきっかけとなった。
杉亀（すぎ かめ）
演：久保田磨希
民治の妻。滝とともに杉家を明るく切り盛りする。
杉敏三郎（すぎ としさぶろう）
演：森永悠希（幼年期：山田瑛瑠 / 少年期：大橋律）
文の弟。
聴覚障害を持つため、身振りで他者との意思疎通をはかる。奇兵隊に参加するなどしたが、維新後、風邪をこじらせ急死する。
玉木彦介（たまき ひこすけ）
演：冨田佳輔
文之進の長男。松下村塾の塾生。奇兵隊に入隊し、大田・絵堂の戦いの中で戦死する。
杉豊（すぎ とよ）
演：信太真妃（幼年期：梅崎音羽）
民治の長女。
吉田小太郎（よしだ こたろう）
（杉小太郎 → 吉田小太郎）
演：中野遥斗
民治の長男。萩の乱に参加し戦死する。

#### 楫取・小田村家
楫取素彦（かとり もとひこ）
（小田村伊之助 → 楫取素彦）
演：大沢たかお（幼年期：佐伯元希）
長州藩士。後に群馬県令（現在の知事）。維新前の名は小田村伊之助（おだむら いのすけ）。美和の姉・寿を妻とするが、寿の亡き後、美和を継妻に迎える。
小田村志乃（おだむら しの）
演：かたせ梨乃
伊之助（楫取素彦）の義母。
松島剛蔵（まつしま ごうぞう）
演：津田寛治
素彦の実兄。禁門の変の後の長州征伐の最中、椋梨らの派閥により野山獄に投獄され処罰される。
トメ
演：山﨑千恵子
小田村家の女中。
松島瑞蟠（まつしま ずいばん）
演：佐藤一平
素彦の実父。長州藩医。
小田村篤太郎（おだむら とくたろう）
演：高橋里央（少年期：石川樹　幼少期：岩田遥　幼児期：外川燎）
素彦の長男。小田村家を継ぐ。
楫取久米次郎（かとり くめじろう）
（小田村久米次郎 → 久坂久米次郎 → 小田村久米次郎 → 楫取久米次郎）
演：市川理矩（幼少期：太田琉星　少年期：大西統眞）
素彦の次男。最初は久坂家を継ぐはずであったが、久坂が禁門の変で自刃したために家が取り潰しとなった上に庶子がいたため、出戻る。
その後、「自分には継ぐ家が無いから」と父の許しを得て、勉学に励むべく東京に出ていたが、母の臨終の際、父の説得もあって楫取家を継ぐ意志を母に伝えた。
小田村多賀子（おだむら たかこ）
演：沖田愛
篤太郎の妻。

#### 久坂家
久坂玄瑞（くさか げんずい）
演：東出昌大
松下村塾の塾生。美和の夫で長州藩医の次男。家族を病気で亡くし天涯孤独の身になる不幸の時代を経験するが、後に尊王攘夷の志士として頭角を現し長州の倒幕派を率いる。幕府による藩征伐の汚名を雪ぐためにおこした禁門の変の中で自害し果てる。その際、「文（当時の美和の名）、俺は生きたぞ」と言い残した。
久坂玄機（くさか げんき）
演：村上新悟
玄瑞の兄。長州藩医。
秀次郎（ひでじろう）
演：大八木凱斗（幼少期：五十嵐陽向）
玄瑞の庶子。長じて、美和の援助もあって勉学に励み、再興した久坂家の正式な跡取りとなる。

#### 松下村塾の関係者

##### 高杉家
高杉晋作（たかすぎ しんさく）
演：高良健吾（少年期：山崎竜太郎）
長州藩士・高杉家の嫡男。奇兵隊を結成するなどして、久坂の死後も倒幕運動を牽引するが労咳（結核）を患い、美和に久坂の庶子・秀次郎の行く末を託し息を引き取る。
高杉小忠太（たかすぎ こちゅうた）
演：北見敏之
晋作の父。長州藩側用人。代々毛利家に仕えた名家の当主として藩政にも関わったが、子である晋作らが引き起こした長州征伐のあおりを受け、重役をはずされるなど時代の波に翻弄される。
高杉雅（たかすぎ まさ）
（井上雅 → 高杉雅）
演：黒島結菜
晋作の妻。山口町奉行・井上平右衛門の娘。萩城下一の美女といわれた良家の娘で、結婚当初は自由気儘な言動で周囲から浮いていたが、晋作が倒幕運動に傾倒するようになると良くこれを支え、美和らに協力するようになる。
高杉武（たかすぎ たけ）
演：松島純菜
晋作の長妹。
高杉栄（たかすぎ はえ）
演：渡辺優奈
晋作の次妹。
高杉光（たかすぎ みつ）
演：内藤穂之香
晋作の三妹。
うの
演：大西礼芳
晋作の妾。芸妓。
梅之進（うめのしん）
演：斎藤來奏
晋作の長男。

##### 松下村塾の塾生たち
吉田稔麿（よしだ としまろ）
演：瀬戸康史
松下村塾の塾生。長州藩足軽の息子。
伊藤博文（いとう ひろぶみ）
（伊藤利助 → 伊藤博文）
演：劇団ひとり
松下村塾の塾生。維新前は利助（りすけ）を名乗る。
前原一誠（まえばら いっせい）
演：佐藤隆太
松下村塾の塾生。
入江九一（いりえ くいち）
演：要潤
松下村塾の塾生。長州藩足軽の息子。
品川弥二郎（しながわ やじろう）
演：音尾琢真
松下村塾の塾生。
小野為八（おの ためはち）
演：星田英利
松下村塾の塾生。
野村靖（のむら やすし）
演：大野拓朗
松下村塾の塾生。入江九一の弟。
寺島忠三郎（てらしま ちゅうざぶろう）
演：鈴木伸之
松下村塾の塾生。
赤禰武人（あかね たけと）
演：阿部亮平
松下村塾の塾生。
松浦亀太郎（まつうら かめたろう）
演：内野謙太
松下村塾の塾生。
山県有朋（やまがた ありとも）
（山県狂介 → 山県有朋）
演：永岡佑
松下村塾の元塾生。維新前は狂介（きょうすけ）を名乗る。
山田顕義（やまだ あきよし）
演：達淳一
松下村塾の元塾生。

##### 塾・塾生の関係者
山根文季（やまね ぶんき）
演：平田満
小野為八の父。長州藩医。
入江すみ（いりえ すみ）
（入江すみ → 伊藤すみ → 入江すみ）
演：宮﨑香蓮
入江九一・野村靖の妹。博文の最初の妻。
吉田ふさ（よしだ ふさ）
演：小島藤子
稔麿の妹。
吉田イク（よしだ いく）
演：芳本美代子
稔麿・ふさの母。
松浦フネ（まつうら ふね）
演：三谷悦代
亀太郎の母。
博文の二番目の妻
演：石川紗彩
最終回のみ登場

#### 藩主毛利家
毛利敬親（もうり たかちか）
演：北大路欣也
長州藩第13代藩主。
毛利都美子（もうり とみこ）
（都美姫 → 毛利都美子）
演：松坂慶子
敬親の正室。維新後、元徳・銀姫夫妻と東京に移住し、名を都美子と改める。
毛利元徳（もうり もとのり）
演：三浦貴大
長州藩世子。敬親の嫡子。
毛利安子（もうり やすこ）
（銀姫 → 毛利安子）
演：田中麗奈
元徳の正室。維新後は安子（やすこ）を称する。
毛利元昭（もうり もとあきら）
演：板垣瑞生（幼少期：名倉央）
元徳の嫡子。母は銀姫。幼名は興丸（おきまる）。

#### 奥御殿
国島（くにしま）
演：白石加代子
奥御殿御蔵番。
園山（そのやま）
演：銀粉蝶
長州藩奥御殿総取締役。
潮（うしお）
演：鷲尾真知子
銀姫付き老女。
鞠（まり）
演：石橋杏奈
園山付き御次。奥御殿が閉められるのと前後して、想いを寄せていた幼馴染との縁談を受けて奥を出た。
日出（ひので）
演：江口のりこ
奥御殿表使。奥御殿が閉められると共に上海へ旅立った。
志乃（しの）
演：高橋由美子
長州藩奥御殿御半下頭。
安心院洪庵（あしんいん こうあん）
演：ダイヤモンド勝田
都美姫付き御匙医。
はつ
演：行田暁美
興丸の乳母。
奥女中たち
演：生駒里奈、白石麻衣、秋元真夏、生田絵梨花、桜井玲香、高山一実、西野七瀬、橋本奈々未、深川麻衣、若月佑美（以上、乃木坂46）
第29回のゲスト。都美姫からある命を受け、新たに召し上げられた新人奥女中たち。

#### 金子家
金子重輔（かねこ しげのすけ）
演：泉澤祐希
寅次郎の弟子。
金子ツル（かねこ ツル）
演：麻生祐未
重輔の母。
金子善兵衛（かねこ ぜんべえ）
演：藤原薫
重輔の弟。

#### 椋梨家
椋梨藤太（むくなし とうた）
演：内藤剛志
長州藩右筆。
椋梨美鶴（むくなし みつる）
演：若村麻由美
藤太の妻。
非常に狡猾で、小田村の妻である寿を「田舎臭い若い娘」と嫌いつつ、それを表に出さず巧みに接する。その様は夫である藤太をして「お前には勝てん」と言わしめるほど。

#### その他の長州藩士
木戸孝允（きど たかよし）
（桂小五郎 → 木戸孝允）
演：東山紀之
長州藩士。維新前の名は桂小五郎（かつら こごろう）。
周布政之助（すふ まさのすけ）
演：石丸幹二
長州藩重臣。
新山（にいやま）
演：鶴田忍
長州藩士。
長井雅楽（ながい うた）
演：羽場裕一
長州藩士。
山県太華（やまがた たいか）
演：藤田宗久
長州藩校・明倫館学頭。
来島又兵衛（きじま またべえ）
演：山下真司
長州藩士。
内藤一馬（ないとう かずま）
演：田中仁
長州藩士。
来原良蔵（くるはら りょうぞう）
演：松本実
長州藩士。
福原越後（ふくはら えちご）
（佐世元定 → 福原越後）
演：西岡秀記
長州藩家老。前名は佐世元定（させ もとさだ）。
井上馨（いのうえ かおる）
演：石井正則
長州藩士。維新前は聞多（ぶんた）を名乗る。
栄之進（えいのしん）
演：田口翔大
長州藩士。小田村篤太郎の友人。
毛利伊勢（もうり いせ）
演：白石タダシ
長州藩家老。
中川宇右衛門（なかがわ うえもん）
演：松原正隆
長州藩重臣。
大村益次郎（おおむら ますじろう）
演：一岡裕人
長州藩士。
松原誠一（まつばら せいいち）
演：川岡大次郎
長州藩士。元徳の側近。
村上恒久（むらかみ つねひさ）
演：須賀貴匡
長州藩士。元徳の側近。

#### 野山獄の人々とその関係者
富永有隣（とみなが ゆうりん）
演：本田博太郎
野山獄の古参の囚人。後に松陰に請われて松下村塾の講師となる。
高須久子（たかす ひさこ）
演：井川遥
野山獄の女囚。
福川犀之助（ふくがわ さいのすけ）
演：田中要次
野山獄の獄司。
高須糸（たかす いと）
演：川島海荷
久子の娘。
大深虎之丞（おおぶか とらのすけ）
演：品川徹
野山獄の囚人。
吉村善作（よしむら ぜんさく）
演：日野陽仁
野山獄の囚人。
志道又三郎（しじ またさぶろう）
演：土平ドンペイ
野山獄の囚人。
河野数馬（かわの かずま）
演：村松利史
野山獄の囚人。
井上喜左衛門（いのうえ きざえもん）
演：小浜正寛
野山獄の囚人。
弘中勝之進（ひろなか かつのしん）
演：渡部遼介
野山獄の囚人。
松原長次（まつばら ちょうじ）
演：ダンカン
野山獄の獄司。

#### その他の長州藩の人々
白石正一郎（しらいし しょういちろう）
演：山本譲二
下関の豪商。
吉川経幹（きっかわ つねまさ）
演：寺十吾
長州藩支藩・岩国藩主。
雲仙（うんぜん）
演：浜田学
奇兵隊士。
中原復亮（なかはら またすけ）
演：堀井新太
奇兵隊士。
キク
演：根岸姫奈
萩近郊に住む少女。
八兵衛（はちべえ）
演：水澤紳吾
奇兵隊士。姓は森。
熊七（くましち）
演：前田倫良
奇兵隊士。姓は大下。

### 江戸幕府とその関係者
井伊直弼（いい なおすけ）
演：高橋英樹
彦根藩主。江戸幕府大老。のちに桜田門外の変で暗殺される。
間部詮勝（まなべ あきかつ）
演：堀部圭亮
江戸幕府老中。
石谷穆清（いしがや あつきよ）
演：橋本じゅん
江戸北町奉行。
沖田総司（おきた そうじ）
演：賀来賢人
新選組一番隊組長。
近藤勇（こんどう いさみ）
演：中村昌也
新選組局長。
金太郎（きんたろう）
演：大河内浩
下田・平滑牢の牢番。
黒川嘉兵衛（くろかわ かへえ）
演：おかやまはじめ
浦賀奉行支配組頭。
長野主膳（ながの しゅぜん）
演：祖父江進
彦根藩士。
山田浅右衛門（やまだ あさえもん）
演：松本真司
公儀御試御用役。
井伊昌子（いい まさこ）
演：吉沢梨絵
直弼の正室。
一橋慶喜（ひとつばし よしのぶ）
演：森慎太郎
将軍後見職。
本荘宗秀（ほんじょう むねひで）
演：諏訪太朗
江戸幕府老中。丹後宮津藩主。第二次征長軍副総督。
小笠原長行（おがさわら ながゆき）
演：長谷川公彦
江戸幕府老中。唐津藩世子。
徳川茂承（とくがわ もちつぐ）
演：八田浩司
第二次征長軍総督。
竹中重固（たけなか しげかた）
演：若杉宏二
江戸幕府陸軍奉行。
徳川家茂（とくがわ いえもち）
演：大地伸永
江戸幕府第14代将軍。
松平春嶽（まつだいら しゅんがく）
演：磯崎竜一
元越前藩主。政事総裁職。
松平容保（まつだいら かたもり）
演：藤田健彦
会津藩主。京都守護職。

### 薩摩藩
西郷隆盛（さいごう たかもり）
（西郷吉之助 → 西郷隆盛）
演：宅間孝行
薩摩藩士。維新後は隆盛（たかもり）と改名。
西郷従道（さいごう つぐみち）
演：飯田基祐
農商務卿。西郷隆盛の弟。
阿久根（あくね）
演：山崎潤
薩摩藩士。
島津久光（しまづ ひさみつ）
演：江口直人
薩摩藩国父。

### 朝廷・公家
三条実美（さんじょう さねとみ）
演：上杉祥三
攘夷派の公家。維新後は明治政府で太政大臣。
尾崎三良（おざき さぶろう）
演：緋田康人
三条実美の家臣。
鷹司輔熙（たかつかさ すけひろ）
演：小須田康人
関白。
三条西季知（さんじょうにし すえとも）
演：大槻修治
公家。
近衛忠熙（このえ ただひろ）
演：瀬川菊之丞
薩摩派の公卿。

### 群馬県の人々
阿久沢せい（あくざわ せい）
演：三田佳子
阿久沢の妻。
阿久沢権蔵（あくざわ ごんぞう）
演：江守徹
群馬県庁勧業課の課長。阿久沢商店の経営者。
船津伝次平（ふなつ でんじべい）
演：石原良純
群馬の農業研究家。いわゆる「明治の三老農」の一人。
鈴木栄太郎（すずき えいたろう）
演：相島一之
群馬県庁勧業課の職員。
星野長太郎（ほしの ちょうたろう）
演：大東駿介
群馬の養蚕実業家。
工藤長次郎（くどう ちょうじろう）
演：尾上寛之
群馬県庁勧業課の職員。
新井領一郎（あらい りょういちろう）
演：細田善彦
星野長太郎の弟。
トメ
演：宮地雅子
阿久沢商会で働く女工。
キク
演：福岡沙彩
阿久沢商会で働く女工。トメの娘。
ナツ
演：あらいすみれ
群馬の養蚕農。
小林（こばやし）
演：井上肇
群馬の生糸仲売人。
阿久澤商会番頭
演：小杉幸彦

### その他の国内の人々
坂本龍馬（さかもと りょうま）
演：伊原剛志
土佐藩郷士。
辰路（たつじ）
演：鈴木杏
京都の芸妓。
梅田雲浜（うめだ うんぴん）
演：きたろう
小浜藩出身の儒学者。
沼崎吉五郎（ぬまざき きちごろう）
演：佐藤二朗
福島藩士。伝馬町牢屋敷の牢名主。
木戸松子（きど まつこ）
（幾松 → 木戸松子）
演：雛形あきこ
孝允の妻。京都の芸妓。
野村望東尼（のむら ぼうとうに）
演：真行寺君枝
筑前国の女性勤皇家。
宮部鼎蔵（みやべ ていぞう）
演：ビビる大木
熊本藩士。
平六（へいろく）
演：春風亭昇太
小伝馬牢獄囚。
古高俊太郎（ふるたか しゅんたろう）
演：小久保寿人
京都の尊王攘夷派志士。
津田梅子（つだ うめこ）
演：知花くらら
アメリカの帰国子女。

### 諸外国
スポールディング
演：クリス・ダーバル
ペリー艦隊記録係。
ウィリアムズ
演：マーク・チネリー
ペリー艦隊首席通訳官。
タウンゼント・ハリス
演：リー・ロングショー
駐日総領事。
ヒュースケン
演：ヨアヒム・ヨンケーレ
ハリスの通訳官。
トーマス・グラバー
演：ジョン・オオクマ
長崎のイギリス人商人。
リチャードソン
演：デビッド・マックフォール
アメリカの生糸商人。
アーネスト・サトウ
イギリス人通詞。

## スタッフ
- 作：大島里美 / 宮村優子 / 金子ありさ / 小松江里子
- 音楽：川井憲次[23]
- テーマ音楽演奏：NHK交響楽団、志方あきこ（ソプラノ）、TEAM.n（合唱）
- テーマ音楽指揮：下野竜也
- 演奏：コンセール・レニエ
- 題字：國重友美
- タイトル映像：猪子寿之 / 寺尾実[23]
- 語り：池田秀一
- 副音声解説：宗方脩
- 撮影協力：山口県 / 群馬県 / 長崎県 / 茨城県 / 萩市 / 山口市 / 長崎市 / 石岡市 / 桜川市 / 常陸大宮市 / 水戸市 / 五所川原市 / 中泊町 / 深浦町 / つくばみらい市 / かすみがうら市 / 坂東市 / 深浦町 / 千葉県立房総のむら
- 取材協力：防府市 / 宮脇卓也 / 横幕智裕
- 時代考証：大石学 / 海原徹 / 三宅紹宣 / 小山良昌 / 手島仁
- 建築考証：平井聖
- 衣裳考証：小泉清子
- 殺陣武術指導：林邦史朗[24]
- 所作指導：西川箕乃助
- 芸能指導：友吉鶴心
- 砲術指導：佐山二郎
- 書道指導：望月暁云
- ろう指導：米内山明宏
- 裂織指導：箕輪直子
- わら細工指導：加須わら細工保存会
- 助産指導：三宅はつえ
- 茶道指導：鈴木宗卓
- 将棋考証：長岡裕也
- 相撲指導：室伏渉
- 三味線指導：杵屋五郎吉
- 香道指導：井関宗脩
- 医事指導：酒井シヅ
- 料理考証：青木直己
- 組紐指導：多田牧子
- 裁縫指導：小林操子
- 馬術指導：田中光法
- 民謡指導：石川喜代美
- 生け花指導：鈴木宗卓 / 杉本康子
- 独楽指導：武田勉
- 農業技術指導：梅室英夫
- 和裁指導：小林操子
- 座繰指導：小此木エツ子
- 珠算指導：太田俊幸
- 洋舞指導：二ツ森亨
- マナー指導：西出博子
- 英語指導：塩谷孔章
- 長州ことば指導：一岡裕人 / 翼純子
- 薩摩ことば指導：西田聖志郎
- 土佐ことば指導：岡林桂子
- 京ことば指導：井上裕季子
- 群馬ことば指導：斉藤薫 / 石田誠二
- 大分ことば指導：竹本和正
- 滋賀ことば指導：野々目良子
- 岩手ことば指導：菊地伸枝
- 資料提供：萩博物館 / 下関市立長府博物館 / 長崎ハウステンボス / 岡谷蚕糸博物館 / 横浜開港資料館 / 富岡製糸場 / 萩民謡 男なら保存会 / 小山良昌 / 神谷大介 / 内田利沙 / 西川武臣 / 道迫真吾 / 古城春樹 / 石田和男
- 制作統括：土屋勝裕 / 小松昌代
- プロデューサー：堀之内礼二郎
- 演出：渡邊良雄 / 末永創 / 安達もじり / 橋爪紳一朗 / 深川貴志

### 花燃ゆ紀行
- 語り：中川緑
- ギター演奏：川井憲次（第1回 - 第12回）
- ピアノ演奏：美野春樹（第1回 - 第12回）
- ハープ演奏：朝川朋之（第13回 - 第27回）
- ケーナ演奏：髙桑英世（第28回 - 第39回）
- ボーカル：志方あきこ（第40回 - 最終回）
- ストリングス：内田輝グループ

## 放送

### 通常放送時間
- 総合テレビ：日曜日20時 - 20時45分
- BSプレミアム：日曜日18時 - 18時45分
- （再放送）総合テレビ：土曜日13時05分 - 13時50分

### 放送日程
- 初回は60分の拡大版
- 第15回の地上波放送は第18回統一地方選挙関連の報道特別番組のため、45分繰り上げ（19:15 - 20:00）

| 放送回                                                  | 放送日   | サブタイトル     | 脚本       | 演出       | 紀行                                                                                                 | 視聴率 |
| ------------------------------------------------------- | -------- | ---------------- | ---------- | ---------- | --- | ------ |
| 第01回                                                  | 01月04日 | 人むすぶ妹       | 大島里美   | 渡邊良雄   | 文の生家跡（吉田松陰誕生地）（山口県萩市）                                                           | 16.7%  |
| 第02回                                                  | 01月11日 | 波乱の恋文       | 大島里美   | 渡邊良雄   | 松陰室（青森県弘前市）                                                                               | 13.4%  |
| 第03回                                                  | 01月18日 | ついてない男     | 大島里美   | 渡邊良雄   | ペリー公園（神奈川県横須賀市） 海防陣屋跡（神奈川県三浦市）                                          | 15.8%  |
| 第04回                                                  | 01月25日 | 生きてつかあさい | 宮村優子   | 渡邊良雄   | 吉田松陰寓居処（静岡県下田市）                                                                       | 14.4%  |
| 第05回                                                  | 02月01日 | 志の果て         | 宮村優子   | 末永創     | 岩倉獄跡（山口県萩市）                                                                               | 12.8%  |
| 第06回                                                  | 02月08日 | 女囚の秘密       | 宮村優子   | 末永創     | 旧萩藩校 明倫館（山口県萩市）                                                                        | 13.3%  |
| 第07回                                                  | 02月15日 | 放たれる寅       | 宮村優子   | 渡邊良雄   | 萩城跡（山口県萩市）                                                                                 | 11.6%  |
| 第08回                                                  | 02月22日 | 熱血先生、誕生!  | 大島里美   | 末永創     | 松陰神社（山口県萩市）                                                                               | 13.0%  |
| 第09回                                                  | 03月01日 | 高杉晋作、参上   | 大島里美   | 渡邊良雄   | 高杉晋作誕生地（山口県萩市）                                                                         | 12.9%  |
| 第10回                                                  | 03月08日 | 躍動! 松下村塾   | 宮村優子   | 渡邊良雄   | 伊藤博文生家（山口県光市） 吉田稔麿誕生地（山口県萩市）                                              | 12.7%  |
| 第11回                                                  | 03月15日 | 突然の恋         | 宮村優子   | 末永創     | 萩反射炉（山口県萩市）                                                                               | 14.0%  |
| 第12回                                                  | 03月22日 | 戻れないふたり   | 大島里美   | 渡邊良雄   | 久坂玄瑞誕生地（山口県萩市）                                                                         | 13.2%  |
| 第13回                                                  | 03月29日 | コレラと爆弾     | 宮村優子   | 安達もじり | 梅田雲浜先生誕生地碑（福井県小浜市） 梅田雲浜邸址（京都府京都市）                                    | 11.7%  |
| 第14回                                                  | 04月05日 | さらば青春       | 大島里美   | 末永創     | 埋木舎（滋賀県彦根市）                                                                               | 11.2%  |
| 第15回                                                  | 04月12日 | 塾をまもれ!      | 大島里美   | 安達もじり | 入江九一・野村靖誕生地の碑（山口県萩市） 松陰神社（東京都世田谷区）                                  | 09.8%  |
| 第16回                                                  | 04月19日 | 最後の食卓       | 宮村優子   | 渡邊良雄   | 涙松跡（山口県萩市） 吉田松陰歌碑（神奈川県箱根町）                                                  | 10.7%  |
| 第17回                                                  | 04月26日 | 松陰、最期の言葉 | 宮村優子   | 渡邊良雄   | 松陰神社（東京都世田谷区）                                                                           | 12.6%  |
| 第18回                                                  | 05月03日 | 龍馬!登場        | 金子ありさ | 末永創     | 暁天楼（山口県防府市）                                                                               | 10.2%  |
| 第19回                                                  | 05月10日 | 女たち、手を組む | 大島里美   | 安達もじり | 松浦松洞生誕地（山口県萩市）                                                                         | 11.1%  |
| 第20回                                                  | 05月17日 | 松陰、復活       | 宮村優子   | 渡邊良雄   | 土蔵相模跡（東京都品川区）                                                                           | 09.4%  |
| 第21回                                                  | 05月24日 | 決行の日         | 金子ありさ | 末永創     | 壇ノ浦砲台跡（山口県下関市）                                                                         | 10.8%  |
| 第22回                                                  | 05月31日 | 妻と奇兵隊       | 大島里美   | 安達もじり | 菊ヶ浜土塁（女台場）／白石正一郎旧邸趾（山口県萩市）                                                 | 11.0%  |
| 第23回                                                  | 06月07日 | 夫の告白         | 大島里美   | 安達もじり | 堺町御門（京都府京都市） 太田家住宅（広島県福山市）                                                  | 10.4%  |
| 第24回                                                  | 06月14日 | 母になるために   | 大島里美   | 橋爪紳一朗 | 防府天満宮（山口県防府市）                                                                           | 10.7%  |
| 第25回                                                  | 06月21日 | 風になる友       | 大島里美   | 渡邊良雄   | 池田屋騒動之址碑（京都府京都市）                                                                     | 11.0%  |
| 第26回                                                  | 06月28日 | 夫の約束         | 大島里美   | 末永創     | 石清水八幡宮（京都府八幡市）                                                                         | 09.9%  |
| 第27回                                                  | 07月05日 | 妻のたたかい     | 大島里美   | 末永創     | 鷹司邸跡（京都府京都市）                                                                             | 10.3%  |
| 第28回                                                  | 07月12日 | 泣かない女       | 宮村優子   | 渡邊良雄   | 旧山口藩庁門（山口県山口市）                                                                         | 12.4%  |
| 第29回                                                  | 07月19日 | 女たちの園       | 宮村優子   | 安達もじり | 周布政之助の碑（山口県山口市）                                                                       | 12.0%  |
| 第30回                                                  | 07月26日 | お世継ぎ騒動!    | 宮村優子   | 橋爪紳一朗 | 山口大神宮（山口県山口市）                                                                           | 11.5%  |
| 第31回                                                  | 08月02日 | 命がけの伝言     | 金子ありさ | 渡邊良雄   | 平尾山荘（福岡県福岡市） 赤禰武人屋敷跡（山口県柳井市）                                              | 10.5%  |
| 第32回                                                  | 08月09日 | 大逆転!          | 宮村優子   | 末永創     | 功山寺（山口県下関市） 金麗社（山口県美祢市）                                                        | 12.2%  |
| 第33回                                                  | 08月16日 | 花となるために   | 宮村優子   | 安達もじり | 東光寺（山口県萩市）                                                                                 | 12.6%  |
| 第34回                                                  | 08月23日 | 薩長同盟!        | 金子ありさ | 橋爪紳一朗 | 延寿王院（福岡県太宰府市） 小松帯刀寓居跡（推定）（京都府京都市）                                    | 09.6%  |
| 第35回                                                  | 08月30日 | 孤高の戦い       | 金子ありさ | 末永創     | 旧国泰寺愛宕池（広島県広島市） 幕府軍の砲弾跡（浄西寺）（山口県周防大島町） 小倉城（福岡県北九州市） | 12.2%  |
| 第36回                                                  | 09月06日 | 高杉晋作の遺言   | 小松江里子 | 渡邊良雄   | 高杉晋作の墓（山口県下関市）                                                                         | 09.3%  |
| 第37回                                                  | 09月13日 | 夫の忘れがたみ   | 小松江里子 | 安達もじり | 木戸孝允 勅撰碑（京都府京都市）                                                                      | 11.8%  |
| 第38回                                                  | 09月20日 | 届かぬ言葉       | 小松江里子 | 安達もじり | 脱退諸士招魂碑（山口県山口市）                                                                       | 10.7%  |
| 第39回                                                  | 09月27日 | 新しい日本人     | 小松江里子 | 末永創     | 楫取素彦旧宅跡（山口県長門市）                                                                       | 12.9%  |
| 第40回                                                  | 10月04日 | 二人の母         | 小松江里子 | 橋爪紳一朗 | 旧新橋停車場（東京都港区）                                                                           | 13.8%  |
| 第41回                                                  | 10月11日 | いざ、群馬へ     | 小松江里子 | 渡邊良雄   | 前群馬県令楫取君功徳之碑（群馬県前橋市）                                                             | 12.0%  |
| 第42回                                                  | 10月18日 | 世界に賭ける糸   | 小松江里子 | 渡邊良雄   | 富岡製糸場（群馬県富岡市） 水沼製糸所跡（群馬県桐生市）                                              | 13.0%  |
| 第43回                                                  | 10月25日 | 萩の乱に誓う     | 小松江里子 | 安達もじり | 前原一誠旧宅（山口県萩市）                                                                           | 12.6%  |
| 第44回                                                  | 11月01日 | 運命の糸つなげて | 小松江里子 | 末永創     | 旧群馬衛生所（桐生明治館）（群馬県桐生市）                                                           | 11.2%  |
| 第45回                                                  | 11月08日 | 二人の夜         | 小松江里子 | 深川貴志   | 船津伝次平翁贈位記念碑（群馬県前橋市）                                                               | 11.7%  |
| 第46回                                                  | 11月15日 | 未来への絆       | 小松江里子 | 渡邊良雄   | 新田神社（群馬県太田市） 多胡碑（群馬県高崎市） 前橋東照宮（群馬県前橋市）                           | 11.9%  |
| 第47回                                                  | 11月22日 | 姉妹の約束       | 小松江里子 | 渡邊良雄   | 臨江閣（群馬県前橋市）                                                                               | 11.1%  |
| 第48回                                                  | 11月29日 | 富岡製糸場の危機 | 小松江里子 | 安達もじり | 富岡製糸場（群馬県富岡市）                                                                           | 13.2%  |
| 第49回                                                  | 12月06日 | 二人の再婚       | 小松江里子 | 末永創     | 鹿鳴館跡（東京都千代田区） 旧毛利家本邸（山口県防府市）                                              | 13.4%  |
| 最終回                                                  | 12月13日 | いざ、鹿鳴館へ   | 小松江里子 | 渡邊良雄   | 楫取素彦夫妻墓所（山口県防府市）ほか                                                                 | 12.4%  |
| 平均視聴率：12.0%（ビデオリサーチ調べ、関東地区・世帯） |          |                  |            |            | |        |

### 総集編
下記はいずれも総合テレビでの放送日程。なお、第一部から第三部は第四部の放送に合わせて再放送された。各45分。BSプレミアムでも放送。
| 放送回 | 放送回 | 放送日   | 放送時間      | サブタイトル    | 本編回          |
| ------ | ------ | -------- | ------------- | --------------- | --------------- |
| 第一部 | 前編   | 04月29日 | 08:15 - 09:00 | 人むすぶ妹      | 第01回 - 第10回 |
| 第一部 | 後編   | 04月29日 | 09:05 - 09:50 | 松下村塾を守れ! | 第11回 - 第17回 |
| 第二部 | 第二部 | 07月11日 | 17:00 - 17:45 | 妻のたたかい    | 第18回 - 第27回 |
| 第三部 | 第三部 | 09月23日 | 08:15 - 09:00 | 女たちの園      | 第27回 - 第36回 |
| 第四部 | 前編   | 12月26日 | 16:10 - 16:55 | いざ、群馬へ    | 第37回 - 最終回 |
| 第四部 | 後編   | 12月26日 | 16:55 - 17:40 | 二人の再婚      | 第37回 - 最終回 |

## オープニング映像
本作のオープニング映像は季節ごとに変更が行われる。第1回 - 第11回までが「冬」（梅、菜の花）、第12回 - 第27回までが「春」（萩、夏みかん）、第28回 - 第35回までが「夏」（ひまわり）、第36回以降が「秋」（菊）をイメージした映像となっている。

### オープニング音楽の歌詞
オープニング音楽では混声合唱が使用されているが、その歌詞は吉田松陰の『留魂録』のうちの一首、
愚かなる 吾れをも友と めづ人は わがとも友と めでよ人々
（大意）愚かなこの私めを友として愛してくださいますなら、私の友たち（松下村塾門下生）も私同様に愛してくださいませ。皆さま。
を基に作成されている。

## ドラマ舞台地の誘致運動・反応
萩市
ドラマの舞台となる山口県の萩市では、本作の放映決定を受けて2014年1月に本作を活用した地域振興の取り組みを行う大河ドラマ推進室を設置、3月には官民一体となって萩市の幕末・維新ゆかりの地などの魅力ある観光資源を情報発信する萩市大河ドラマ「花燃ゆ」プロジェクト推進協議会が設立した。同年6月には、ゆかりの地などの情報を発信する大河ドラマ館「文と萩物語」ウェブサイトを公開。2015年1月11日から2016年1月10日までの1年間、旧藩校明倫館跡に文と萩物語「花燃ゆ」大河ドラマ館が開館し、ドラマで使用された衣装や小道具などの展示、メイキング映像の上映などが行われた。大河ドラマ館の閉館後、跡地には2016年1月30日より2017年2月12日まで「萩・世界遺産ビジターセンター 学び舎（まなびーや）」が開館している。
防府市
ドラマの放映決定を受け、晩年を過ごした市内に楫取素彦・美和子夫妻の墓があることで防府市では2014年4月に「おもてなし観光課花燃ゆ推進室」を発足。さらに萩市や主人公の楫取美和子の夫(再婚相手)・楫取素彦が初代県令（現在の県知事）を務めた群馬県の前橋市と連携し、ドラマ特需を見込んだ観光振興策や集客体制の整備に着手した。同年8月には、ほうふ花燃ゆ大河ドラマ館「文の防府日和。」ウェブサイトを公開。2015年1月11日から2016年1月11日までの1年間、ルルサス防府で文と萩物語「花燃ゆ」大河ドラマ館が開館していた。作中で現在は防府市の一部となっている三田尻（長州藩内では重要な港湾だった）が第23回の七卿落ちの場面など何度か登場したものの、物語は1884年（明治17年）に楫取が群馬県令を辞して前橋を去ったところで完結したため、その後の楫取夫妻の防府での生活は描かれず、萩や前橋のように主要な舞台となることはなかった。最終回終了後、番組内の紀行コーナーで防府市内のゆかりの地が紹介されるにとどまった。大河ドラマ館の入館者数は目標の30万人を大きく下回る、約6万人。
前橋市
主人公の夫楫取素彦が初代県令を務めた群馬県では、2014年6月に群馬県ならびに前橋市をはじめとする群馬県下の自治体、経済・観光団体、報道機関を構成メンバーとする『ぐんま「花燃ゆ」プロジェクト推進協議会』が設立され、ドラマ制作への協力、大河ドラマ館の設置・運営、誘客宣伝活動、民間との連携による関連商品の企画・開発などの取り組みを始めた。同年7月に公式ホームページを開設同年11月には、ホテル椿山荘東京にて前橋、萩、防府の3市長、楫取家第5代当主、「花燃ゆ」製作統括の参加するパネルディスカッションなどのイベントを開催、2015年1月10日から2016年1月31日まで群馬県庁昭和庁舎2階に「初代県令・素彦と文ぐんま花燃ゆ大河ドラマ館」を開館していた。同館の入場者数は約14万6000人で目標の半数以下にとどまったものの、前橋市への2015年の観光客数は前年比で9.6%増の約669万人となっており、前橋市ではドラマをきっかけとした観光誘客に一定の成果があったとしている。

## 公式PRキャラクター「もゆるん」
本作をPRするために考案されたキャラクター。2014年9月26日に公式サイト上において他の3体キャラクター（すずりじい、みかんくん、ビッグラッキー）と共にデザインが発表された。この時点では名称は未定とされ、名称の募集が告知されていた。10月23日に視聴者からの応募を元に「もゆるん」と命名された。12月15日にはもゆるんの声を声優の戸松遥が担当することが発表された。
作品の広報活動でPR動画、番組や各種イベントに登場し、その活動は番組公式サイト内の「もゆるん写真館」ページや公式Facebookで公開されていた。
大河ドラマでの公式キャラクターの設定は初で、サンリオがデザインを担当している（そのため、公式キャラについての著作権表示はNHKとサンリオの連名になっている）。
公式ツイッターアカウントも存在しているが、2016年2月1日で更新を停止している。

## 関連商品

### 書籍
オフィシャルブック
- NHK大河ドラマ・ストーリー 花燃ゆ 前編 ISBN 978-4149233680（2014年12月19日発売、NHK出版）
- NHK大河ドラマ・ストーリー 花燃ゆ 後編 ISBN 978-4149233697（2015年5月29日発売、NHK出版）
- NHK大河ドラマ・ストーリー 花燃ゆ 完結編 ISBN 978-4149233703（2015年9月30日発売、NHK出版）
- NHK大河ドラマ歴史ハンドブック 花燃ゆ ISBN 978-4149108995（2014年12月19日発売、NHK出版）

ノベライズ
五十嵐佳子によるノベライズ。NHK出版より刊行。
1. 花燃ゆ 一 ISBN 978-4140056561（2014年11月30日発行）
2. 花燃ゆ 二 ISBN 978-4140056578（2015年3月27日発行）
3. 花燃ゆ 三 ISBN 978-4140056585（2015年7月30日発行）
4. 花燃ゆ 四 ISBN 978-4140056592（2015年10月30日発行）

### CD
- 大河ドラマ 花燃ゆ オリジナル・サウンドトラック Vol.1（2015年2月4日発売、バップ）
- 大河ドラマ 花燃ゆ オリジナル・サウンドトラック Vol.2（2015年6月3日発売、バップ）

### DVD/BD
第壱集から第参集のDVD/BDは、いずれもボックス形式でポニーキャニオンより発売。総集編のDVD/BDは、NHKエンタープライズより発売。各巻のレンタルも行われる。
| 巻数           | 発売日         | 収録回 | 規格品番                         | 規格品番                         | 映像特典 |
| 巻数           | 発売日         | 収録回 | BD                               | DVD                              | 映像特典 |
| -------------- | -------------- | --- | -------------------------------- | -------------------------------- | --- |
| 第壱集 (3枚組) | 2015年08月19日 | 第01回 - 第12回 | PCXE-60108                       | PCBE-63511                       | ・ノンクレジット・タイトルバック 冬バージョン ・「花燃ゆ」メイキング 萩 |
| 第弐集 (5枚組) | 2015年12月16日 | 第13回 - 第31回 | PCXE-60109                       | PCBE-63512                       | ・ノンクレジット・タイトルバック 春バージョン ・ノンクレジット・タイトルバック 夏バージョン ・伊勢谷友介インタビュー ・東出昌大インタビュー ・新・花燃ゆ "大奥"編スペシャル! |
| 第参集 (5枚組) | 2016年3月16日  | 第32回 - 最終回 | PCXE-60110                       | PCBE-63513                       | ・井上真央インタビュー ・大沢たかおインタビュー ・高良健吾インタビュー ・花燃ゆ VFX ・ノンクレジット・タイトルバック 秋バージョン                                            |
| 総集編 (2枚組) | 2016年4月22日  | 総集編 1:前編「人結ぶ妹」／後編「松下村塾を守れ！」 総集編 2:「妻のたたかい」 総集編 3:「女たちの園」 総集編 4:前編「いざ、群馬へ」／後編「ふたりの再婚」 | NSBS-21500 (NHKエンタープライズ) | NSDS-21501 (NHKエンタープライズ) | ・花燃ゆVFX ・クランク・アップ集（総集編出演の主なキャストおよそ60名のクランクアップ時コメントを収録）                                                                       |

## 関連イベント
- 大河ドラマ館

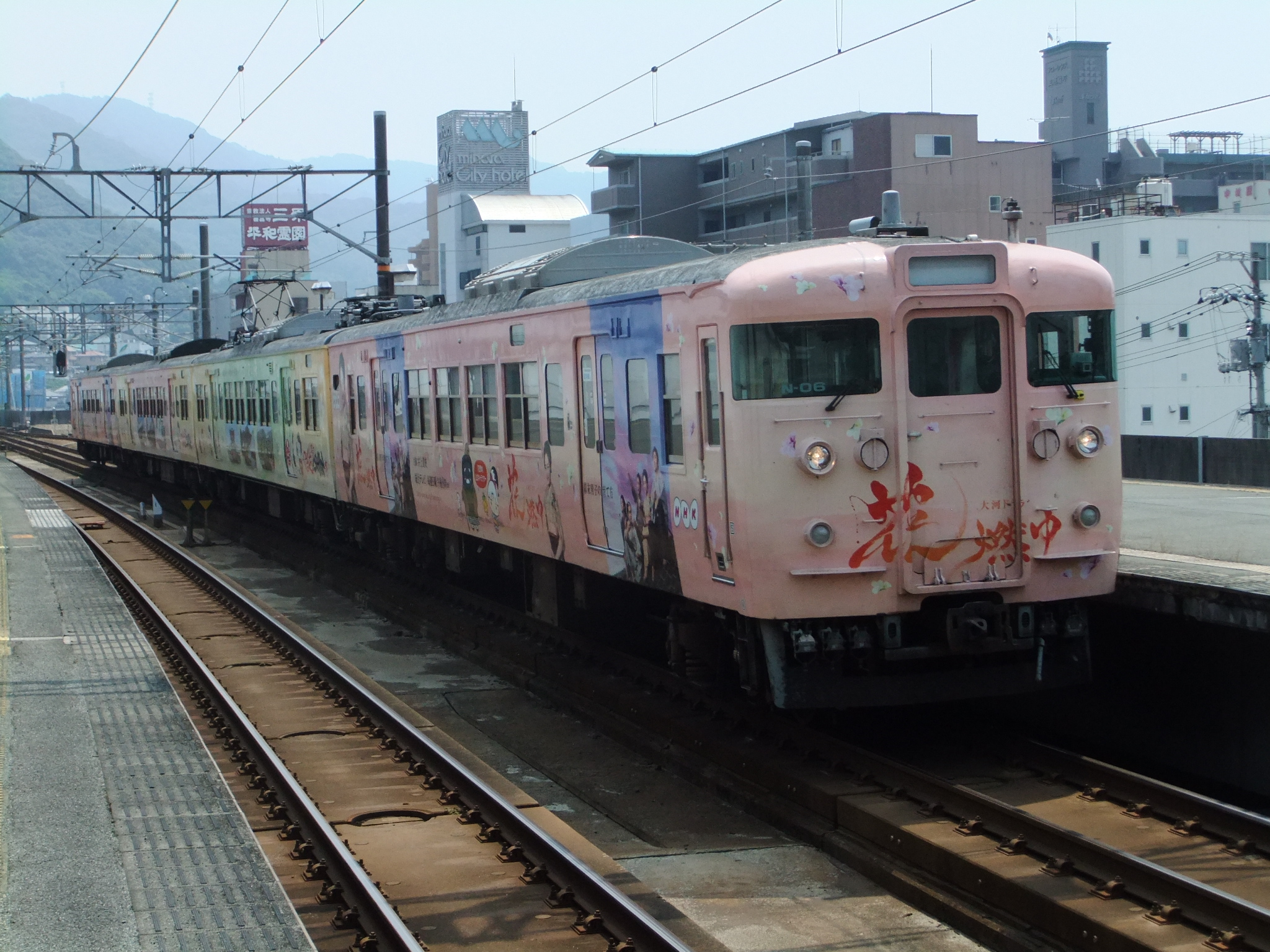
JR西日本115系「花燃ゆ」ラッピング車両

  - 文と萩物語 - 山口県萩市・旧明倫小学校体育館（2015年1月11日 - 2016年1月10日）[55]
  - ほうふ 花燃ゆ大河ドラマ館 文の防府日和。 - 山口県防府市・ルルサス防府 2階多目的ホール（2015年1月11日 - 2016年1月11日）[56]
  - 初代県令・素彦と文 ぐんま花燃ゆ大河ドラマ館 - 群馬県前橋市・群馬県庁昭和庁舎2階（2015年1月10日 - 2016年1月31日）[57]
- NHK大河ドラマ特別展 大河ドラマ花燃ゆ
  - 山口県立萩美術館・浦上記念館（2015年4月18日 - 5月24日）[58]
  - 東京都江戸東京博物館（2015年6月4日 - 7月20日）[59]
  - アーツ前橋（2015年8月1日 - 9月6日）[60]

### 車体広告
- JR西日本 山陽本線 115系、美祢線 キハ120（2015年3月28日 - 11月下旬まで[61]。